# Sudán (nosorožec)
Sudán (1973, Shambe, Súdán – 19. března 2018, Ol Pejeta, Keňa) byl poslední žijící samec severního bílého nosorožce na světě.

## Život
Do Československa byl po odchytu v Súdánu přivezen Josefem Vágnerem 19. září 1975 spolu se samcem Saútem a samicemi Nesárí, Núrí, Nolou a Nádí a nový domov našel v ZOO Dvůr Králové. Postupně se s Nasimou stal otcem samiček Nabiré a Nájin. V roce 2009 se vrátil do Afriky, kde žil v rezervaci Ol Pejeta Conservancy v Keni spolu se samicemi Nájin a Fatu. O jejich bezpečí pečovala speciální ochranka. Pro jeho vlastní bezpečí byl Sudánovi uříznut roh. Cílem návratu do Afriky byla poslední snaha o přirozené rozmnožení poddruhu, který byl na pokraji vyhynutí.

### Skon a neúspěch pokusu o přirozenou reprodukci poddruhu
Sudán měl kvůli vysokému věku zdravotní problémy, které vedly k degenerativním změnám svalstva a kostí a na kůži měl rozsáhlé léze. Kvůli tomu byl poslední měsíce jeho života pod neustálým veterinárním dohledem. V roce 2017 dostal infekci do nohy, která postupně jeho stav zhoršovala, až se nakonec nemohl postavit. Veterináři se 19. března 2018 rozhodli pro jeho utracení. Bylo mu 45 let. Záchrana poddruhu je tak možná už jen pokusem o umělou reprodukci, protože na světě žijí ještě dvě samice (Sudánova dcera a vnučka) a vědci mají také vzorky spermatu Sudána.
1. dubna 2018 se odehrála v Keni smuteční ceremonie na uctění Sudána. Pietní akce se zúčastnilo několik zástupců keňských úřadů a pracovníci rezervace včetně strážců, kteří Sudána střežili. Vrcholem ceremonie bylo odhalení pamětní desky Sudánovi.
Zakonzervované ostatky Sudána, které po jeho úmrtí byly dopraveny do Národního muzea v Praze, byly v březnu roku 2023 navráceny dle předchozí dohody do Keni.

## Památka

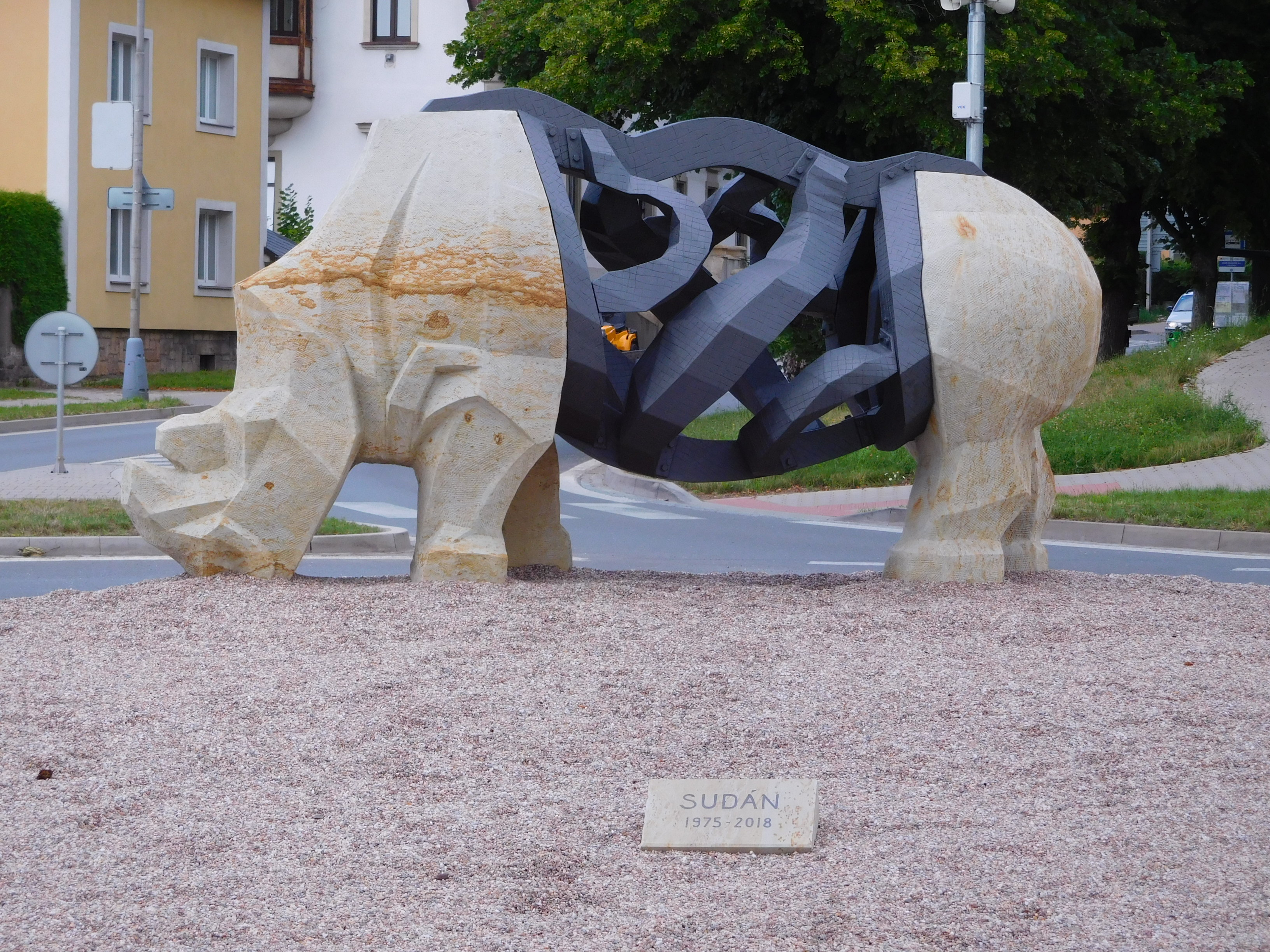
Sudánova socha ve Dvoře Králové u oční školy

15. března 2018, tj. čtyři dny před Sudánovou smrtí, byla v New Yorku odhalena socha Poslední tři posledních tří žijících bílých severních nosorožců, která zobrazuje Sudána, Nájin a Fatu.
16. července 2019 byla ve Dvoře Králové na kruhovém objezdu u oční školy odhalena Sudánova socha od kameníka Jana Brože a uměleckého kováře Pavla Vágnera, vnuka Josefa Vágnera.